# 张公山公园
32°55′24.57″N 117°20′5.80″E / 32.9234917°N 117.3349444°E
张公山公园位于中国安徽省蚌埠市禹会区，总面积110公顷，国家4A级旅游景区。张公山相传因明朝一位张姓战将而得名，这位张姓战将早年跟随明朝开国皇帝朱元璋南征北战，晚年隐居于张公山。由于其深受当地百姓的爱戴，人们为了纪念他，将这里称作张公山。
张公山公园由张公山、山坡东部的张公湖及湖中半岛张公岛三部分组成。其中，位于山顶的望淮塔及公园南门的珍珠玉女雕塑，是蚌埠市重要的城市地标 。

## 历史
1973年，蚌埠市政府决定将张公山及其周边地区设立为公园。1975年，张公山区域正式开始建设，公园于1983年7月1日建成开放。2006年11月7日，张公山获批成为国家3A级旅游景区 。2009年被升格为国家4A级旅游景区。
2008年，张公岛综合整治工作开工建设，并于2011年5月20日建成开放。
2010年，蚌埠市政府对景区展开一系列的改建工作，包括山路重修、停车场扩建等 。2013年，景区进行新一轮的修缮工作，包括修建连接张公山和张公岛的两条水面栈道；环山公路改建；北门重新设计，新建的三座拱桥，喷水池改建为大型浮雕照壁等。

## 主要景点

### 张公山
望淮塔
位于山顶，是蚌埠市标志性建筑之一。塔高35.33米，七层八角。在塔上可观淮河以及蚌埠市大部分地区。
水榭长廊
位于张公山东部，张公湖沿岸，宛延起伏。水榭长廊与游船码头相连，可在此处登船游览张公湖。
月季园
位于景区西部。
动物园
位于景区西部，动物有东北虎、非洲狮、金钱豹，大象、长颈鹿、梅花鹿、丹顶鹤、白虎、角马、剑羚等 。
儿童乐园
位于景区西北，靠近北大门，有多种游乐设施。
珍珠玉女雕塑
位于张公山公园南门入口处，由一个张开的巨型蚌壳与一位托着珍珠的玉女组成，其中蚌壳高约20米，玉女高约4米，于2012年底建成。该雕塑在建成后，成为张公山公园的一处新地标，同时也成为了反映蚌埠市城市形象的重要地标之一。
2023年，因电视剧《长月烬明》热播，位于张公山公园的珍珠玉女雕塑成为网红景点，吸引了各地游客前去打卡。
园中园
江南古典园林风格，位于张公山景区东南部，占地面积14万平方米。园内亭、台、楼、阁错落。

### 张公湖
张公湖，原名张公山大塘，该湖上通迎河，下经席家沟通达准河，是张公山公园重要组成部分。1978年，张公山东建成游船码头，并购置了游船供游客观光。2013年10月,“姊妹桥”以水面栈道落成开放，一条连接张公岛和张公山公园，另一条连着亲水广场和游船码头，形成完整的人行系统，扩大了游人活动区域。

### 张公岛
张公岛位于张公山东部张公湖的湖面上，占地138亩，由两条栈桥（姊妹桥）与主景区相连，分别连接亲水广场与水榭长廊的游船码头处。这两条栈桥于2013年建成，在此之前，从主景区无法直接前往张公岛。姊妹桥的建成，将张公岛与张公山主景区连成一个完整的人行系统，游客不再需要绕圈，活动区域扩大。
而张公岛内部，于2008年开工建设为公园，2011年5月20日正式建成。岛上主打廉洁文化主题，有大禹听五音治国、三过家门而不入、朱元璋造字倡廉、井水论、钟馗塑像等景点。